# 留莫尔斯
留莫尔斯，是西班牙加泰罗尼亚赫罗纳省的一个市镇。总面积6平方公里，总人口194人（2001年），人口密度32人/平方公里。